# Józef Trenarowski
Józef Trenarowski (ur. 9 marca 1907 w Kobylnicy, zm. 23 grudnia 1965 w Warszawie) – polski artysta rzeźbiarz.

## Życie i twórczość

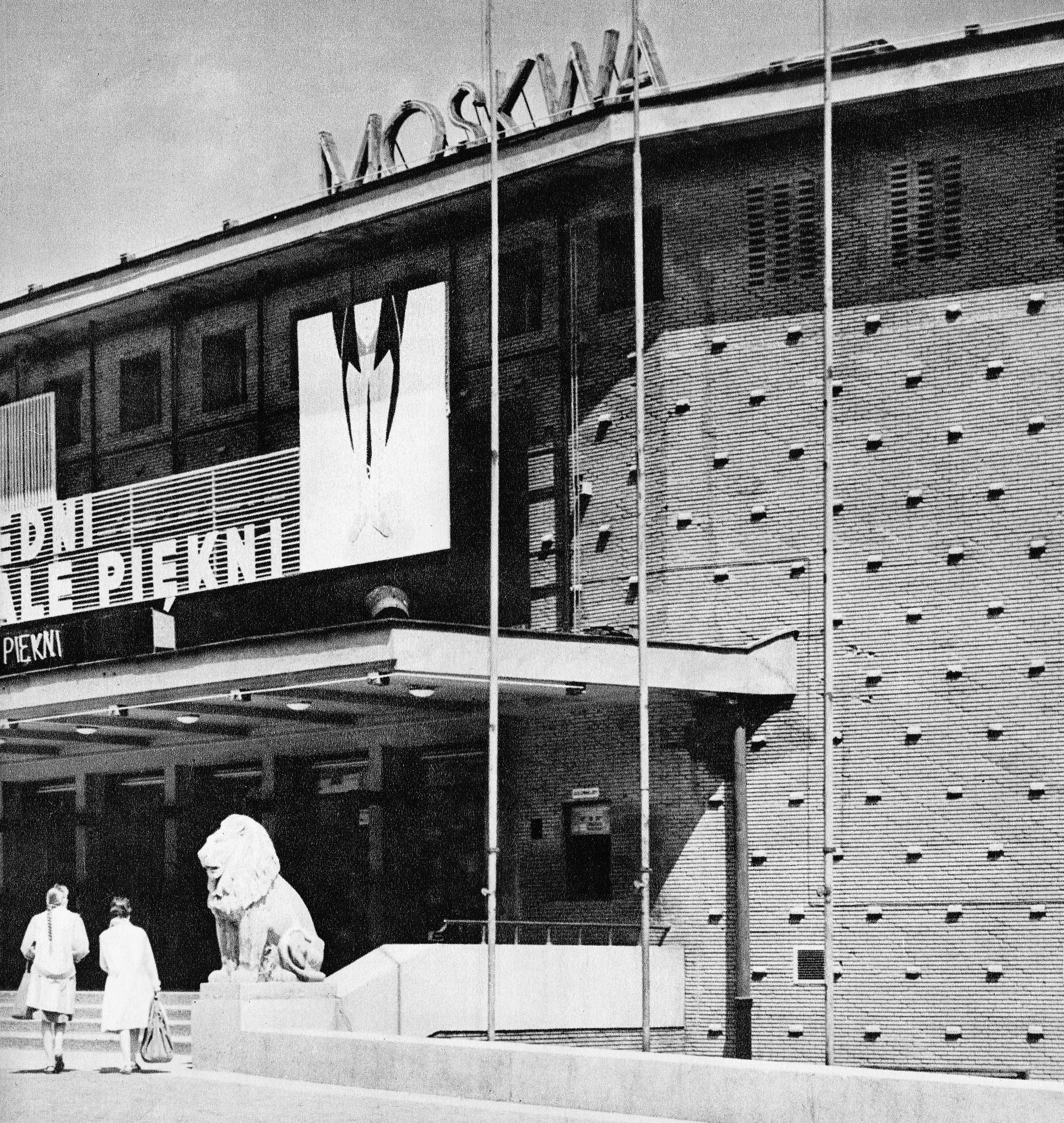
Jeden z lwów przed gmachem kina Moskwa przed jego zburzeniem

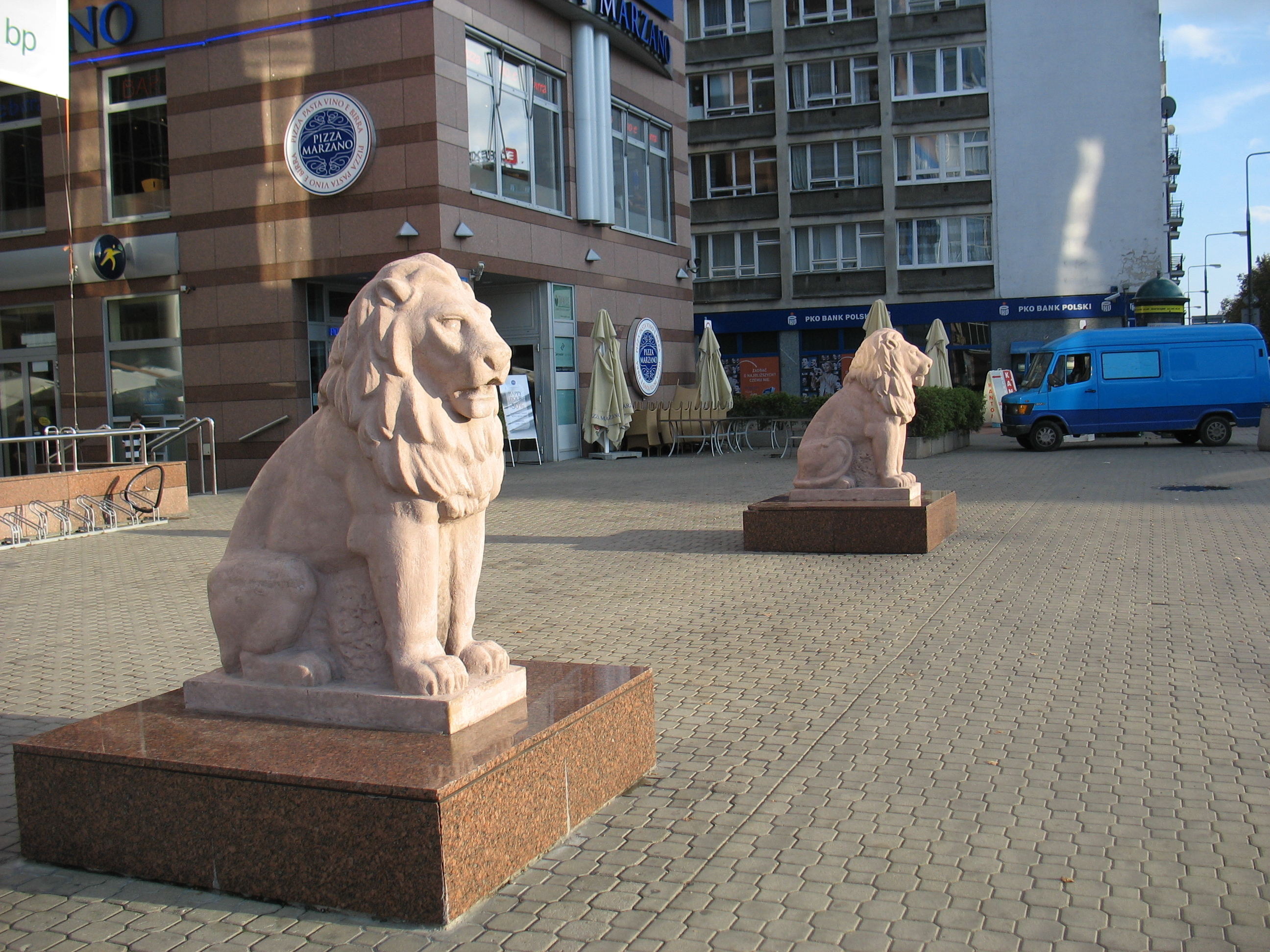
Figury lwów znajdujące się kiedyś przy wejściu do Kina Moskwa. ustawione przed budynkiem biurowca Europlex w Warszawie

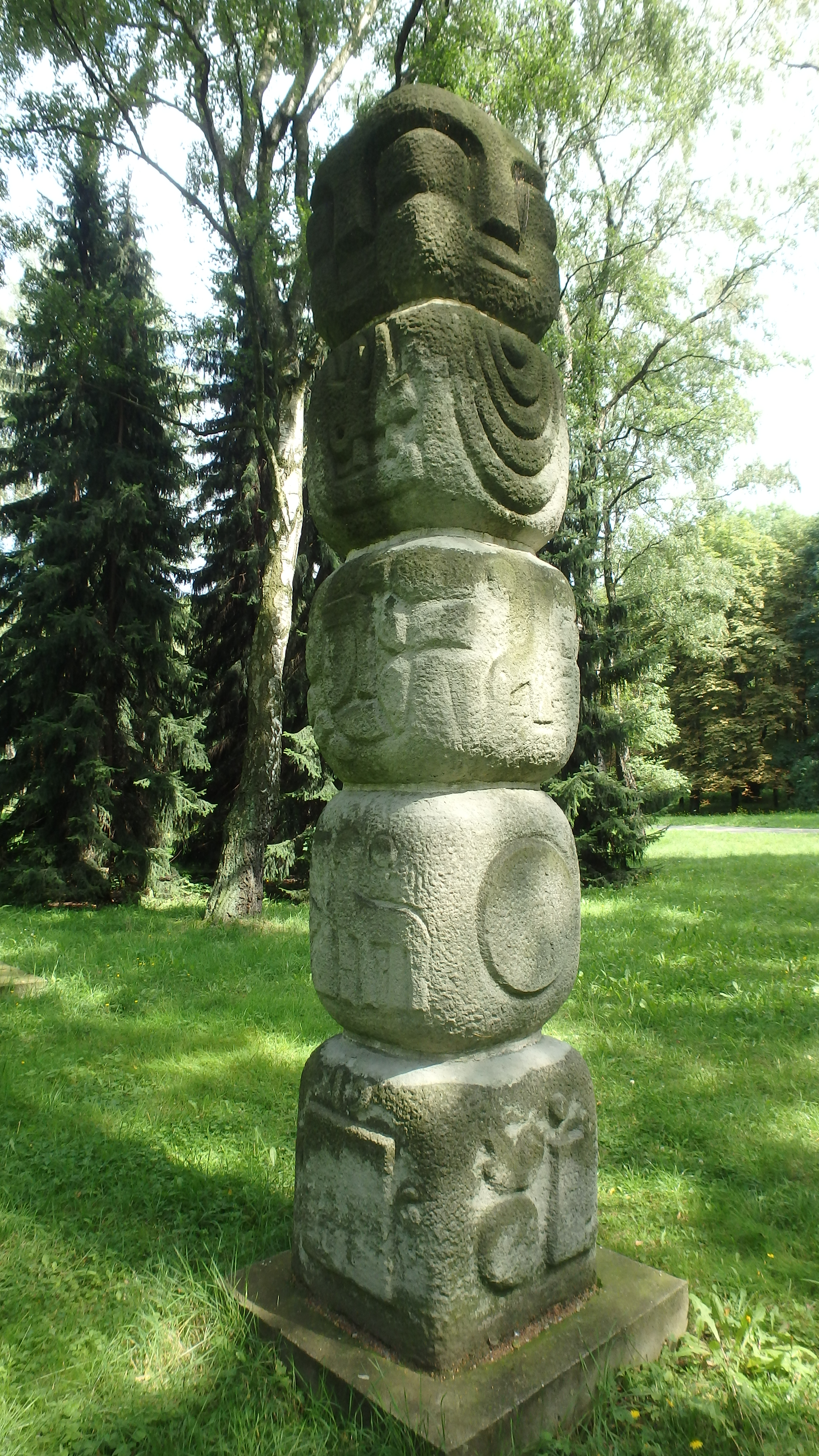
Totem w Parku Śląskim

Syn Józefa. W latach młodzieńczych mieszkał w Kobylnicy i Swarzędzu, gdzie ukończył szkołę powszechną. W latach 20. należał do lokalnego harcerstwa, gdzie później był drużynowym 1 Drużyny Harcerskiej im. Tadeusza Kościuszki od 1 stycznia 1928 do 1 stycznia 1931. 
Pierwsze umiejętności artystyczne zdobywał w Szkole Sztuk Zdobniczych w Poznaniu następnie studiował w latach 1931–1938 na Akademii Sztuk Pięknych w Warszawie w pracowni prof. Tadeusza Breyera. Dyplom uzyskał w 1938.
Był obrońcą Warszawy w brygadach ochotniczych w 1939, a w czasie powstania warszawskiego służył w Zgrupowaniu Pułku Baszta. Jako że pierwsze lata pracy twórczej przypadły na okres II wojny światowej łączył pracę artystyczną z zaangażowaniem w konspiracje. Specjalizował się wtedy w tematyce sakralnej. Stworzył rzeźby w ołtarzu głównym kościoła św. Kazimierza w Pruszkowie, w Jankowicach i Wilczycach.
Po wojnie zaprojektował ołtarz, ambonę i stalle kościoła na Kamionku w Warszawie. Rekonstruował rzeźby w katedrze św. Jana w Warszawie oraz w pałacu w Natolinie. Jego dziełem są także lwy przed kinem „Moskwa” w Warszawie, które po konserwacji przeprowadzonej w 1998 trafiły przed gmach wybudowanej w miejscu kina galerii handlowej i są jedynym zachowanym śladem po dawnym kinie.
Był także współautorem warszawskiego pomnika Braterstwa Broni. Z relacji przedstawionej na początku lat 90. przez Stefana Momota wynika, że zaangażowanie w prace nad pomnikiem Józefa Trenarowskiego miało na celu skomplikowanie całego przedsięwzięcia z uwagi na związki rzeźbiarza z kręgami kościelnymi.
Józef Trenarowski był w latach 1945–1946 członkiem Zarządu Okręgu warszawskiego i wiceprezesem Zarządu Głównego Związku Polskich Artystów Plastyków. W latach 1946–1947, 1951, 1955 był prezesem Sekcji Rzeźby Okręgu Warszawskiego i Głównej Komisji Artystycznej Związku Polskich Artystów Plastyków. Swoje prace prezentował w kraju i zagranicą, był laureatem wielu konkursów.
Tworzył w kamieniu, brązie, ceramice, metalizowanym gipsie i glinie, głównie rzeźby o charakterze symbolicznym i wieloznacznym.
Brał udział w tworzeniu powojennej dekoracji ulicy Katowickiej, gdzie wykonał rzeźbę przedstawiającą borsuka. Swoją pracownię miał m.in. na Saskiej Kępie. Nakręcono w niej jedną ze scen filmu Jana Batorego pt. Jezioro osobliwości. Pracownia ta znajdowała się przy ul. Alfreda Nobla, gdzie w domach szeregowych zamieszkiwali także inni rzeźbiarze: Adam Roman, Józef Gosławski, Kazimierz Bieńkowski, Eugeniusz Żarkowski, Tadeusz Świerczek i Adam Procki.
Jego praca pt. Totem znalazła się w zespole rzeźb w Parku Śląskim, gdzie została ustawiona w otoczeniu wyrzeźbionych przez Annę Dębską Wilków.
Zmarł w Warszawie, pochowany na cmentarzu Powązkowskim w Warszawie (kwatera 30-1-12).

## Wystawy

### Indywidualne
| Rok  | Miasto   | Wystawa                          | Placówka                             |
| ---- | -------- | -------------------------------- | ------------------------------------ |
| 1967 | Warszawa | Józef Trenarowski. Wystawa rzeźb | Centralne Biuro Wystaw Artystycznych |

### Zbiorowe

#### Krajowe
| Rok       | Miasto   | Wystawa |
| --------- | -------- | --- |
| 1947      | Warszawa | Pierwszy Salon ZPAP Okręgu Warszawskiego |
| 1947      | Warszawa | Druga Doroczna Wystawa ZPAP |
| 1948      | Warszawa | Doroczna Wystawa Grupy Artystów Plastyków "Warszawa"                                                                                        |
| 1950      | Warszawa | Ogólnopolska Wystawa Plastycy w Walce o Pokój                                                                                               |
| 1951      | Warszawa | Wystawa Malarstwa, Rzeźby, Grafiki, Architektury Wnętrz, Sztuki Dekoracyjnej ZPAP                                                           |
| 1952/1953 | Warszawa | III Ogólnopolska Wystawa Plastyki |
| 1953      | Warszawa | 10 lat Ludowego Wojska Polskiego w Plastyce                                                                                                 |
| 1954      | Warszawa | IV Ogólnopolska Wystawa Plastyki |
| 1955      | Warszawa | VI Wystawa Okręgu Warszawskiego ZPAP |
| 1958/1959 | Warszawa | Wystawa Rzeźby Warszawskiej 1945-1958 |
| 1959      | Warszawa | II Ogólnopolska Wystawa Plastyki Marynistycznej                                                                                             |
| 1960      | Warszawa | Wystawa Rzeźba Polska 1945-1960 |
| 1960      | Warszawa | III Ogólnopolska Wystawa Plastyki Marynistycznej                                                                                            |
| 1961      | Szczecin | Wystawa Rzeźby |
| 1961      | Kraków   | II Wystawa Współczesnej Sztuki Religijnej w Polsce                                                                                          |
| 1961/1962 | Warszawa | Wystawa Rzeźby w XV-lecie PRL |
| 1962      | Poznań   | Salon Jesienny |
| 1962/1963 | Radom    | XVIII Ogólnopolska Wystawa Plastyki |
| 1963      | Warszawa | Ogólnopolska Wystawa XX-lecie LWP w Twórczości Plastycznej                                                                                  |
| 1963/1964 | Warszawa | Wystawa Rzeźb i Tkanin Okręgu Warszawskiego ZPAP                                                                                            |
| 1964      | Opole    | Wystawa Polskiej Rzeźby Plenerowej |
| 1964      | Warszawa | Warszawa w Sztuce |
| 1965      | Warszawa | Wystawa Rzeźby i Grafiki Okręgu Warszawskiego ZPAP                                                                                          |
| 1965      | Warszawa | Wystawa XX-lecie PRL w Twórczości Plastycznej                                                                                               |
| 1965      | Sopot    | Porównania (XVIII Festiwal Sztuk Plastycznych)                                                                                              |
| 1965      | Warszawa | Wystawa prac Malarskich i Rzeźbiarskich nagrodzonych Wielką Nagrodą na Międzynarodowej Wystawie Sztuki Współczesnej w Monte Carlo w 1964 r. |
| 2011      | Warszawa | Rzeźbiarze Saskiej Kępy wczoraj i dziś |

#### Zagraniczne
| Rok  | Państwo        | Miasto           | Wystawa                                                      |
| ---- | -------------- | ---------------- | ------------------------------------------------------------ |
| 1936 | Finlandia      | Helsinki         | Międzynarodowa Wystawa Wyższych Szkół Artystycznych          |
| 1937 | Francja        | Paryż            | Dział Polski na Międzynarodowej Wystawie "Sztuka i Technika" |
| 1959 | Włochy         | Katania, Palermo | Wystawa Prac Plastyków Warszawskich                          |
| 1961 | Francja        | Paryż            | Międzynarodowa Wystawa Rzeźby Współczesnej                   |
| 1962 | Czechosłowacja | Praga            | III Międzynarodowa Wystawa Ceramiki                          |
| 1963 | Holandia       | Haga             | Międzynarodowa Wystawa Rzeźby                                |
| 1964 | Monako         | Monte Carlo      | Międzynarodowa Wystawa Sztuki Współczesnej                   |

## Ordery i odznaczenia
- Złoty Krzyż Zasługi (11 lipca 1955)[11]
- Medal 10-lecia Polski Ludowej (19 stycznia 1955)[12]